# Seelbach (Schutter)

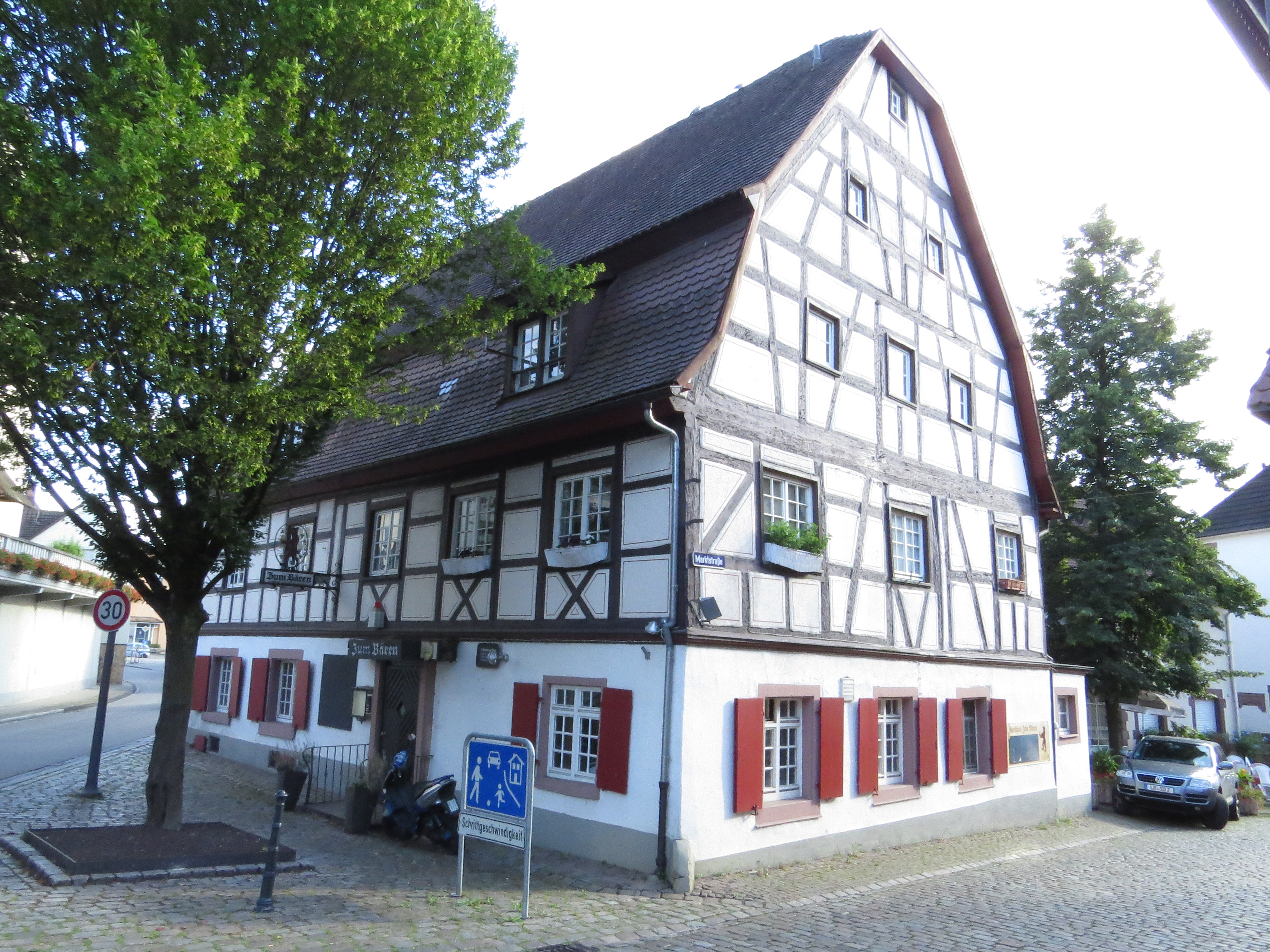
Zum Bären in Seelbach

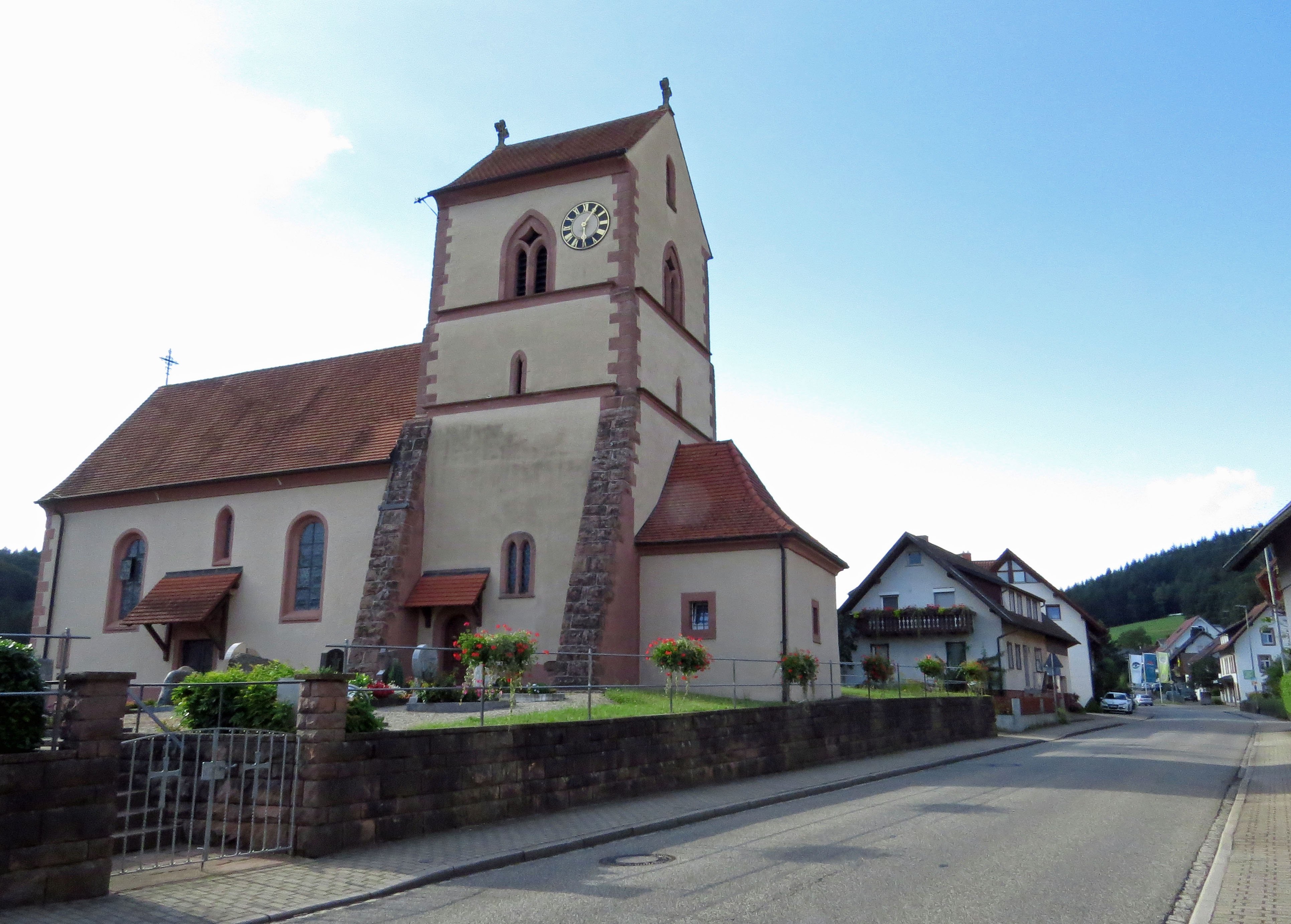
Romanische Kirche in Wittelbach

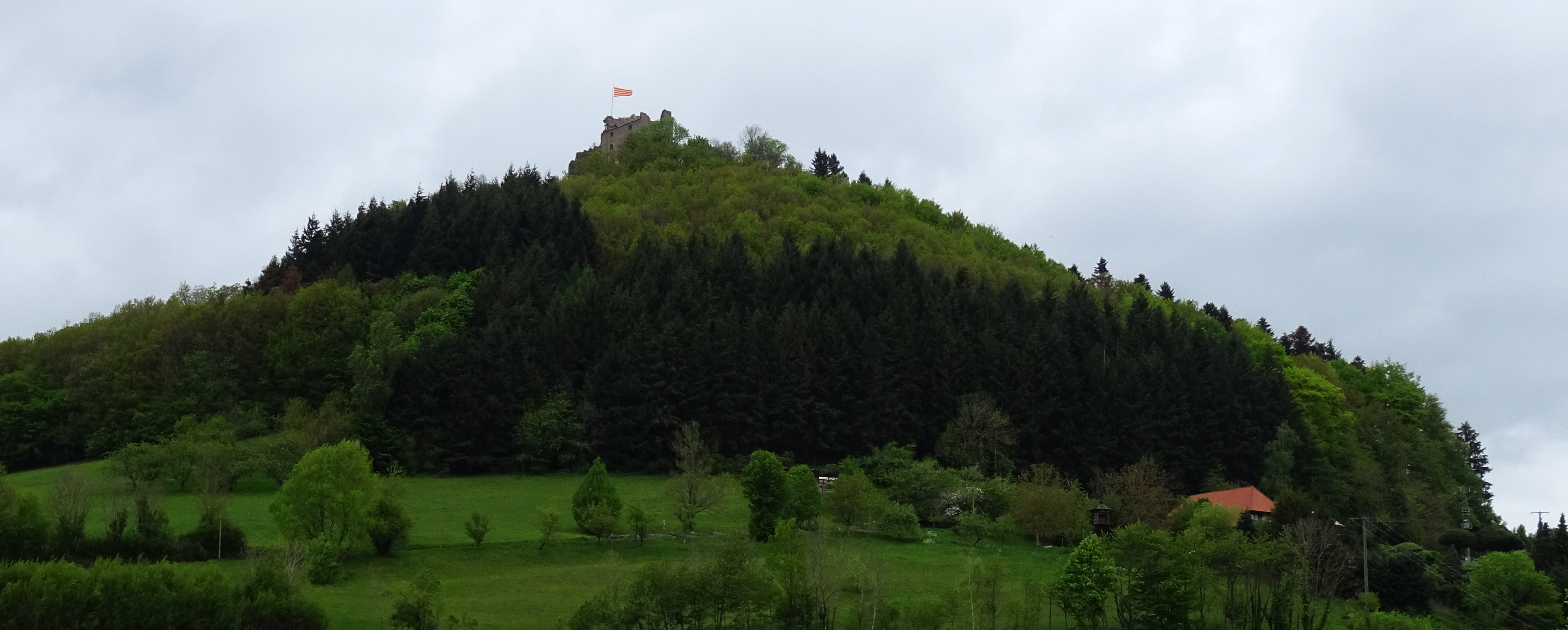
Burgruine Hohengeroldseck

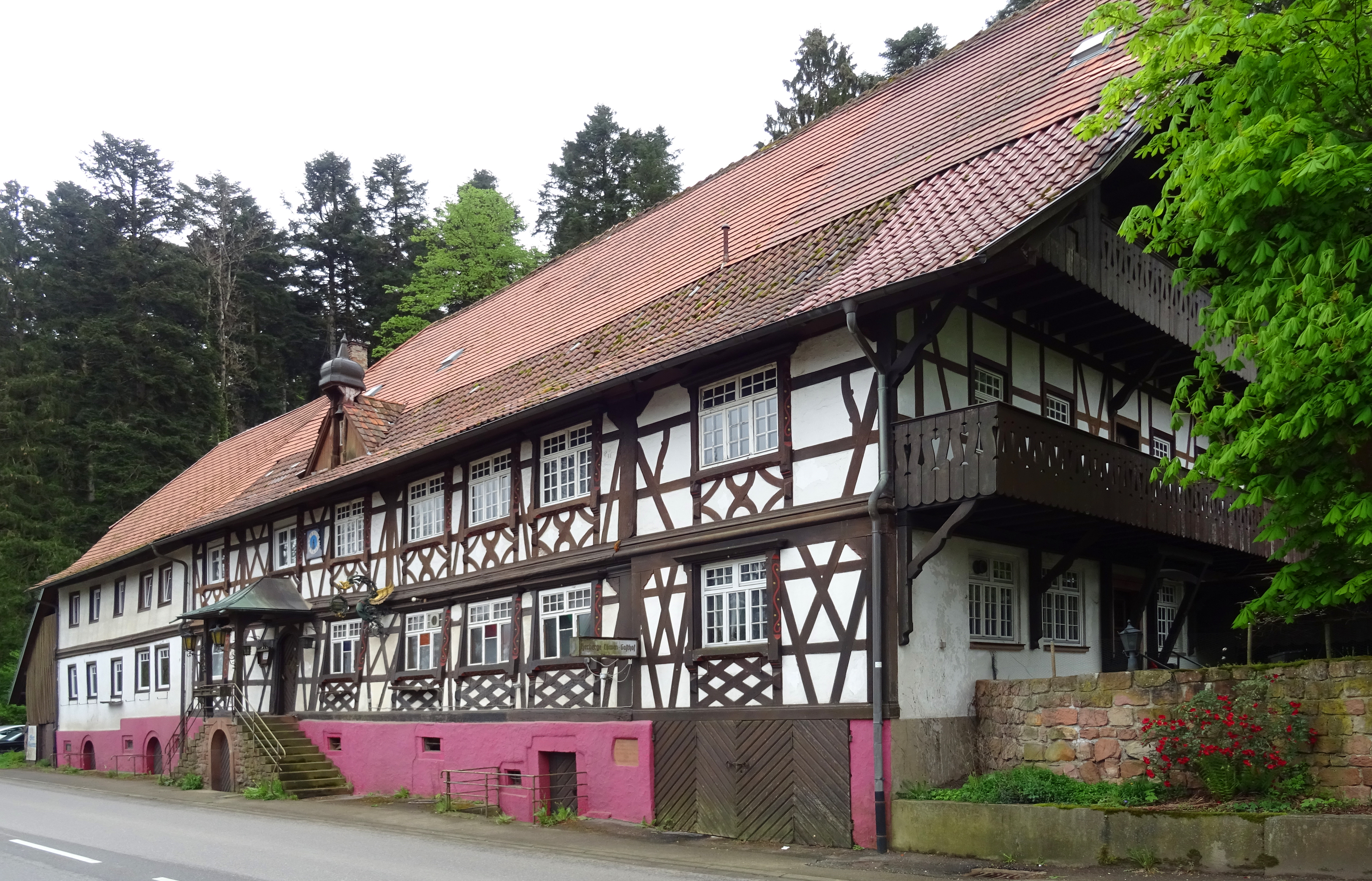
Gasthaus zum Löwen in Schönberg

Seelbach ist eine Gemeinde im Ortenaukreis in Baden-Württemberg.

## Geografie

### Geografische Lage
Der staatlich anerkannte Luftkurort Seelbach liegt im Tal der Schutter im mittleren Schwarzwald, südöstlich von Lahr und nördlich von Schuttertal, am Fuße der Burg Hohengeroldseck.

### Nachbargemeinden
Die Gemeinde grenzt im Norden an Friesenheim, im Osten an Biberach, im Süden an Schuttertal und die Stadt Ettenheim sowie im Westen an Kippenheim und die Stadt Lahr.

### Gemeindegliederung
Die Gemeinde Seelbach besteht aus den Ortsteilen Seelbach, Schönberg und Wittelbach. Die räumlichen Grenzen des Ortsteils Schönberg sind identisch mit denen der ehemaligen Gemeinde. Die räumlichen Grenzen des Ortsteils Seelbach schließen die Gemarkung der ehemaligen Gemeinde und die eingegliederte Fläche am Steinbach (ehemals Gemarkung Lahr-Reichenbach) ein. Die Grenzen des Ortsteils Wittelbach schließen die Gemarkung der ehemaligen Gemeinde Wittelbach, die von Schuttertal umgemeindeten Zinken Hubhof und Schmetterhof, sowie den Zinken Lenzlisberg, der früher zur Gemarkung Seelbach gehörte, ein. Die offizielle Benennung der Ortsteile erfolgt durch vorangestellten Namen der Gemeinde und durch Bindestrich getrennt nachgestellt das Wort „Ortsteil“ sowie der Name des jeweiligen Ortsteils. Die Ortsteile Schönberg und Wittelbach bilden zugleich Ortschaften im Sinne der baden-württembergischen Gemeindeordnung mit jeweils eigenem Ortschaftsrat und Ortsvorsteher als dessen Vorsitzender.
Zu den drei Ortsteilen gehören 26 Dörfer, Weiler, Zinken, Höfe und Häuser.

## Geschichte

### Seelbach
Seelbach ist im Jahre 1179 erstmals in einer Urkunde des Papstes Alexander III. erwähnt, in der dem Kloster St. Georgen zahlreiche Besitzungen bestätigt werden, darunter auch die Ecclesia Sellebach. Die ersten Grundherren waren die Herren von Lützelhardt. Später übernahmen die Herren von Geroldseck die Grundherrschaft. Seit 1455 ist der Ort Marktflecken. 1634 starben die Geroldsecker aus und über verschiedene weitere Eigentümer kam Seelbach 1697 an die Grafen von der Leyen. Von 1711 bis 1806 war Seelbach der Hauptort der Grafschaft Hohengeroldseck. Anschließend gehörte der Ort als Folge der Rheinbundakte zum Fürstentum von der Leyen, das jedoch bereits 1819 im Großherzogtum Baden aufging. Dort war Seelbach, wie schon unter den von der Leyens, zunächst Sitz eines Amtes. 1834 verlor die Gemeinde den Status als Verwaltungssitz und wurde in das Oberamt Lahr, aus dem 1939 der Landkreis Lahr wurde, eingegliedert. Als dieser 1973 aufgelöst wurde, kam Seelbach zum Ortenaukreis.

### Eingemeindungen
- 1859: Dautenstein, Litschental, Hasenberg, Steinbach
- 1. Juli 1971: Schönberg[4]
- 1. Januar 1975: Wittelbach[5]

### Ortsteile

#### Schönberg
Der an der Passstraße unterhalb der Burgruine Hohengeroldseck gelegene Ort Schönberg wurde 1444 erstmals urkundlich erwähnt. Er unterstand damals den Herren von Geroldseck. Diese verloren 1486 ihren Besitz an die Kurfürsten von der Pfalz.
Knapp unterhalb der Passhöhe befindet sich mit der seit 1231 belegten Herberge zum Löwen der nach eigenen Angaben älteste Gasthof Deutschlands.

#### Wittelbach
Der Name bedeutet „Bach des Witilo“ (bzw. „Witilin“ oder „Witolin“). Die Mundartbezeichnung „Mittelbach“, die auch in Urkunden erscheint, ist etymologisch irreführend.
Die Alemannen besiedelten hauptsächlich die fruchtbare, waldfreie und trockene Vorbergzone und drangen kaum in die Schwarzwaldtäler vor. Die Franken dagegen begannen schon im 9. Jahrhundert mit der planmäßigen Erschließung des vorderen Schuttertals. Im oberen Schuttertal entstanden Siedlungen des Klosters Ettenheimmünster. Sein Einflussbereich reichte im 12. Jahrhundert bis zur Linie Wolfersbach – Kambach. Vom Wittelbacher Bann war der größte Teil im Besitz adeliger Herren, Lehensleuten der Zähringer, wie des zwischen 1108 und 1122 genannten Konrad von Lützelhardt. Ein kleiner Teil gehörte zu den verstreuten Besitzungen des Klosters St. Trudpert. Wahrscheinlich ist der Bau der Kirche St. Peter und Paul von 1132 und der Umbau von 1250 den Klöstern Ettenheimmünster und St. Trudpert zu verdanken.
Die erste sichere urkundliche Erwähnung Wittelbachs findet sich in einer päpstlichen Schirmbulle von 1144. Papst Lucius II. bestätigt darin dem Abt Eberhard von St. Trudpert die Rechte und Besitztümer des Klosters St. Trudpert, darunter solche in Wittilunbach. 1185 erneuerte Papst Lucius III. diese Bestätigung.
Im 13. Jahrhundert gehörte Wittelbach den Herren von Dautenstein. Im 14. Jahrhundert ging der Besitz an das Kloster Ettenheimmünster über, das bis zur Säkularisation aufgrund des Reichsdeputationshauptschlusses 1803 die Grundherrschaft ausübte. Anschließend kam es zum Großherzogtum Baden.

## Religionen
In Seelbach gibt es die römisch-katholische Pfarrei St. Nikolaus mit der Filiale St. Peter und Paul in Wittelbach, die seit dem 1. Januar 2015 der Seelsorgeeinheit „Kirche an der Schutter“ mit Sitz in Lahr angehört, und eine evangelische Kirchengemeinde. Die Kirche St. Nikolaus besitzt eine Orgel von Johann Ferdinand Balthasar Stieffell.

## Politik

### Verwaltungsgemeinschaft
Seelbach ist Sitz der Vereinbarten Verwaltungsgemeinschaft mit der Gemeinde Schuttertal.

### Gemeinderat
Der Gemeinderat in Seelbach hat 14 Mitglieder. Er besteht aus den gewählten ehrenamtlichen Gemeinderäten und dem Bürgermeister als Vorsitzenden. Der Bürgermeister ist im Gemeinderat stimmberechtigt. Die Kommunalwahl am 9. Juni 2024 führte zu folgendem Endergebnis.
| Parteien und Wählergemeinschaften | Parteien und Wählergemeinschaften           | Sitze 2024 | % 2024 | % 2019 | Sitze 2019 | % 2014 | Sitze 2014 |
| --------------------------------- | ------------------------------------------- | ---------- | ------ | ------ | ---------- | ------ | ---------- |
| FBL                               | Freie Bürgerliste                           | 4          | 29,82  | 35,7   | 5          | 29,7   | 4          |
| CDU                               | Christlich Demokratische Union Deutschlands | 4          | 28,52  | 34,9   | 5          | 39,2   | 6          |
| SPD                               | Sozialdemokratische Partei Deutschlands     | 3          | 22,63  | 29,4   | 4          | 31,2   | 4          |
| GRÜNE                             | Bündnis 90/Die Grünen                       | 3          | 19,03  | -      | -          | -      | -          |
| gesamt                            | gesamt                                      | 14         | 100,0  | 100,0  | 14         | 100,0  | 14         |
| Wahlbeteiligung                   | Wahlbeteiligung                             |            | 67,49  | 64,8 % | 64,8 %     | 55,4 % | 55,4 %     |

### Bürgermeister
Der Bürgermeister wird für eine Amtszeit von acht Jahren direkt gewählt. Er ist zugleich Vorsitzender des Gemeinderats.
- 1831–1832: Vogt Schöttgen (unterzeichnet zum ersten Mal mit „Bürgermeister“)
- 1832–1838: Karl Obert
- 1838–1844: Michael Schäfer
- 1849–1875: Xaver Räpple
- 1875–1886: Franz Anton Benz
- 1886–1910: Christian Himmelsbach
- 1910–1919: Josef Heizmann
- 1919–1923: Wilhelm Brucker
- 1923–1945: Theodor Simon
- 1945–1946: Georg Hartmann
- 1946–1948: Alfred Himmelsbach
- 1948–1957: Josef Fehrenbach
- 1957–1977: Alfred Dreyer
- 1977–1993: Walter Dilger
- 1993–2007: Klaus Muttach
- 2008–2024: Thomas Schäfer
- seit 2024: Michael Moser

Bürgermeister ist seit dem 19. Februar 2024 Michael Moser. Er wurde bei der Bürgermeisterwahl am 17. Dezember 2023 mit 56,4 Prozent der Stimmen gewählt.

### Partnerschaft
Seelbach unterhält seit 1983 eine Partnerschaft mit dem Dorf Zillebeke in Flandern, Belgien.

## Kultur und Sehenswürdigkeiten
Seelbach liegt am Schwarzwald-Querweg Rottweil–Lahr, der an vielen Sehenswürdigkeiten vorbeiführt.

### Bauwerke
Seelbach wird „Ort der fünf Burgen“ genannt, von denen drei in größeren Teilen erhalten sind. Dies sind die Burgruine Hohengeroldseck, die als Wahrzeichen der Region gilt, die Ruine der über dem Ort gelegenen Burg Lützelhardt sowie die Anlage des einstigen Wasserschlosses Dautenstein. Wenige bis keine Überreste finden sich hingegen von Burg Alt-Geroldseck und Burg Seelbach. Weitere Sehenswürdigkeiten sind die historische Glatzenmühle sowie die wasserbetriebene Hammerschmiede im Litschental.
Im Ortskern liegen der nach dem ehemaligen Franziskanerkloster benannte Klosterplatz mit Klosterbrunnen. Die Chorturmkirche St. Peter und Paul aus dem 13. Jahrhundert gilt als ein Wahrzeichen von Wittelbach. Auf dem Schönberg liegt ferner die historische Herberge zum Löwen.
Außerhalb von Seelbach befindet sich der historische Tretenhof, der bereits im 15. Jahrhundert belegt ist und eine wechselvolle Geschichte hat.

### Regelmäßige Veranstaltungen
Basierend auf dem im Jahre 1455 verliehenen Marktrecht findet jährlich im November der Katharinenmarkt statt. Beginnend mit einem historischen Schauspiel lockt das Marktgeschehen bis zu 20.000 Besucher an den drei Markttagen nach Seelbach. Insbesondere die Buden der Vereine und Organisationen Seelbachs sorgen für das besondere Flair beim „Kätterlismärkt“.
Die „Freilichtspiele Seelbach“ bestimmen seit 2004 im September das Kulturgeschehen. Unter der Leitung von Burgschauspieler Bruno Thost und seiner Tochter Katja Thost-Hauser bringen Laienschauspieler aus dem gesamten Schuttertal gemeinsam mit einer Handvoll Profidarstellern namhafte Stücke wie Die drei Musketiere, Wilhelm Tell oder Faust auf die Bühne im Klostergarten. Bis zu 2.000 Zuschauer verfolgen die jährlichen Aufführungen.
Seit 2007 wird jährlich im Sommer der 10 km lange Seelbach-Schwarzwald-Sonnwendlauf veranstaltet.

### Vereine

#### Eulenzunft Seelbach
Die Eulenzunft Seelbach wurde 1967 gegründet, doch bereits seit dem 19. Jahrhundert sind Fasentaktivitäten in Seelbach urkundlich erwähnt. Die Hauptfigur der Zunft ist die Eule, deren Häs aus einem Federkleid besteht. Die Federn werden einzeln auf Band aufgenäht und dann auf dem Häs aufgebracht. Der Umhang besteht aus großen Flugfedern. Meist sind dies eingefärbte Putenfedern, teilweise aber auch echte Eulenfedern. Auf der Bluse, der Hose und der Haube werden Marabufedern aufgenäht. Die zweite Narrenfigur ist die Schägenesthexe. Diese tragen eine alte Arbeitstracht der Seelbacher Bäuerinnen mit Päder, Rock, Schurz, Pumphose und Strohschuhe. Die Holzlarve soll eine schelmisch lächelnde, ältere Bauersfrau darstellen. Hinzu kommt noch die Einzelfigur des Zopfwiebli. Sie trägt ein dem 19. Jahrhundert nachempfundenes langes Kleid, welches an die Herrschaft der Fürsten von der Leyen auf Schloss Dautenstein in Seelbach erinnert. Das Häs besteht aus einer blonden Langhaarperücke mit Haube und Larve, langen geflochtenen Zöpfen, Kamm und Spiegel.
Weitere Figuren sind der Schellenbott, die Schiewebuebe, die Lumpenkapelle, den Fasentausrufer, die Karbatschenschneller und den Geheimrat.

## Wirtschaft und Infrastruktur
Der Bundesfachverband Besonnung e. V. hat seinen Sitz in Seelbach.

### Verkehr
Die Bundesstraße 415 (Lahr/Schwarzwald–Biberach (Baden)) verbindet Seelbach mit dem überregionalen Straßennetz.
Seelbach war früher durch die Mittelbadischen Eisenbahnen (nach Lahr/Schwarzwald) an das überregionale Schienennetz angebunden. Die Strecke ist jedoch schon lange stillgelegt.

### Bildungseinrichtungen
Seelbach verfügt über eine Realschule sowie eine Grund- und Werkrealschule, die jeweils im Geroldsecker Bildungszentrum Seelbach untergebracht wurden. Außerdem gibt es zwei römisch-katholische Kindergärten und einen Kindergarten in Trägerschaft der Arbeiterwohlfahrt.
Im Ort befand sich zudem von 1982 bis 2008 eine Zivildienstschule des Bundes (Heinz-Droßel-Bildungszentrum). Seit August 2011 befindet sich auf dem Gelände das AWO Bildungszentrum Tretenhof.

## Persönlichkeiten
- Jürgen Hartmann (* 27. Oktober 1962 in Seelbach), Fußballspieler und -trainer
- Petra Heuberger (* 9. April 1980 in Seelbach-Wittelbach), Tischtennisspielerin